# Juriste de banque
Le juriste de banque est un professionnel du droit avec des connaissances dans les multiples développements du droit bancaire ; il exerce en tant que salarié d'un établissement de crédit et au service exclusif de celui-ci.

## Présentation
Le juriste de banque contrôle les contrats passés entre la banque et son environnement, les clients en tout premier lieu. Pour ces derniers, il vérifie l'application des obligations, telles que le devoir d'information, le devoir de mise en garde ou le devoir de conseil, de la part de la banque. Il examine les contrats entre la banque et ses fournisseurs, par exemple, d'autres prestataires financiers.
Il s'occupe également des litiges que rencontre la banque, en collaboration avec les avocats, dont ceux spécialisés en droit bancaire, en droit de la distribution bancaire et droit financier.

## Ses missions
Ses missions sont diverses : le juriste de banque s'occupe de conseiller les autres services internes de la banque et de vérifier en amont toutes les opérations entre la banque et les clients.
Il a ainsi un rôle d'expertise et d'assistance auprès de l'ensemble des collaborateurs (du réseau commercial ou du siège) sur toute problématique d'ordre juridique ou réglementaire.

## Formation
En France le juriste de banque est titulaire d'un master II droit des affaires, en droit bancaire et financier ou d'un master juriste d'entreprise spécialité "Commerce et Finance". La double compétence en droit et en gestion financière est très appréciée par les recruteurs. Il existe par ailleurs certaines formations qui proposent l'alternance pour une meilleure professionnalisation de l'étudiant. 
Une bonne maîtrise de l'anglais est exigée.

## Rémunération
Un juriste junior de banque touchera environ 2400 euros net (en région parisienne).
Il existe cependant peu de possibilités d'évolution dans la banque, en dehors de Responsable ou Directeur juridique, compte tenu notamment du cloisonnement des fonctions.